# 2000-es Formula–1 San Marinó-i nagydíj
A San Marinói-i Nagydíj volt a 2000-es Formula–1 világbajnokság harmadik, és egyben első európai futama.

## Futam
Eredmények
|    | Rsz. | Versenyző             | Csapat             | Körök | Idő/Kiesések     | Start | Pontok |
| -- | ---- | --------------------- | ------------------ | ----- | ---------------- | ----- | ------ |
| 1  | 3    | Michael Schumacher    | Ferrari            | 62    | 1:31:40.2        | 2     | 10     |
| 2  | 1    | Mika Häkkinen         | McLaren-Mercedes   | 62    | 1.168            | 1     | 6      |
| 3  | 2    | David Coulthard       | McLaren-Mercedes   | 62    | 51.008           | 3     | 4      |
| 4  | 4    | Rubens Barrichello    | Ferrari            | 62    | +1:29.276        | 4     | 3      |
| 5  | 22   | Jacques Villeneuve    | BAR-Honda          | 61    | +1 Kör           | 9     | 2      |
| 6  | 17   | Mika Salo             | Sauber-Petronas    | 61    | +1 Kör           | 12    | 1      |
| 7  | 7    | Eddie Irvine          | Jaguar-Cosworth    | 61    | +1 Kör           | 7     |        |
| 8  | 16   | Pedro Diniz           | Sauber-Petronas    | 61    | +1 Kör           | 10    |        |
| 9  | 12   | Alexander Wurz        | Benetton-Playlife  | 61    | +1 Kör           | 11    |        |
| 10 | 8    | Johnny Herbert        | Jaguar-Cosworth    | 61    | +1 Kör           | 17    |        |
| 11 | 11   | Giancarlo Fisichella  | Benetton-Playlife  | 61    | +1 Kör           | 19    |        |
| 12 | 23   | Ricardo Zonta         | BAR-Honda          | 61    | +1 Kör           | 14    |        |
| 13 | 21   | Gaston Mazzacane      | Minardi-Fondmetal  | 60    | +2 Kör           | 20    |        |
| 14 | 19   | Jos Verstappen        | Arrows-Supertec    | 59    | +3 Kör           | 16    |        |
| 15 | 6    | Jarno Trulli          | Jordan-Mugen-Honda | 58    | Váltó            | 8     |        |
| Ki | 18   | Pedro de la Rosa      | Arrows-Supertec    | 49    | Kicsúszás        | 13    |        |
| Ki | 9    | Ralf Schumacher       | Williams-BMW       | 45    | Üzemanyagellátás | 5     |        |
| Ki | 14   | Jean Alesi            | Prost-Peugeot      | 25    | Hidraulika       | 15    |        |
| Ki | 15   | Nick Heidfeld         | Prost-Peugeot      | 22    | Hidraulika       | 22    |        |
| Ki | 10   | Jenson Button         | Williams-BMW       | 5     | Motor            | 18    |        |
| Ki | 20   | Marc Gené             | Minardi-Fondmetal  | 5     | Kicsúszás        | 21    |        |
| Ki | 5    | Heinz Harald Frentzen | Jordan-Mugen-Honda | 4     | Váltó            | 6     |        |

## A világbajnokság élmezőnyének állása a verseny után
| H  | Versenyzők           | Pont | H  | Konstruktőrök      | Pont |
| -- | -------------------- | ---- | -- | ------------------ | ---- |
| 1. | Michael Schumacher   | 30   | 1. | Ferrari            | 39   |
| 2. | Rubens Barrichello   | 9    | 2. | McLaren-Mercedes   | 10   |
| 3. | Giancarlo Fisichella | 8    | 3. | Benetton-Playlife  | 8    |
| 4. | Ralf Schumacher      | 6    | 4. | Jordan-Mugen-Honda | 7    |
| 5. | Mika Häkkinen        | 6    | 5. | Williams-BMW       | 7    |

## Statisztikák
Vezető helyen:
- Mika Häkkinen: 44 (1-44)
- Michael Schumacher: 18 (45-62)

Michael Schumacher 38. győzelme, Mika Häkkinen 24. pole-pozíciója, 14. leggyorsabb köre.
- Ferrari 128. győzelme.

Eddie Irvine 100. versenye.